# لیزر تابش سطحی با کاواک عمودی
لیزر گسیل سطحی با کاواک عمودی یا ویکسِل (به انگلیسی: Vertical Cavity Surface Emitting Laser) نوعی لیزر دیودی است که نور را به صورت عمودی منتشر می‌کنند.
اولین بار در سال ۱۹۶۵ میلادی توسط دانشمندی به نام ملنگالیس ساخته شد، که شامل پیوند npp از InSb بود. هنگامی که این لیزر در دمای ۱۰ درجه کلوین قرار گرفت در حضور میدان مغناطیسی طول‌موجی در حدود ۵٫۲ میکرو متر گسیل کرد.
انتشار امواج نزدیک فروسرخ (طول‌موج مخابراتی) در حدود ۱٫۵ میلی‌متر توسط دانشمندی ژاپنی در دانشگاه توکیو در سال ۱۹۷۹ به‌دست آمد.
تاکنون لیزرهایی که نور را به صورت عمود بر صفحه لیزری منتشر می‌کنند پیشرفت چشمگیری داشته‌اند. این نوع لیزرها در مقایسه با لیزرهای رایج ابعاد و پهنای بسیار کوچک‌تری دارند و از بهره بالایی نیز برخوردارند.

## ویژگی‌های اصلی
لیزرهای معمولی تا زمان اتمام فرایند ساخت قابل آزمایش نیستند به همین دلیل در صورت هرگونه نقص و کاستی هزینه بالایی را در برخواهند داشت. در صورتی که این نوع لیزرها نه تنها قابلیت آزمایش در هر مرحله از ساخت را دارند بلکه قابلیت ساخت دو بعدی نیز دارند بدین معنا که ده‌ها هزار لیزر گسیل سطحی را می‌توان بر روی سه اینچ از ویفر گالیم-آرسناید ساخت. علاوه بر این آنها کیفیت باریکه بهتری ایجاد می‌کنند و از بسیاری از لیزرهای جانشین که در طول‌موج‌های بلندتر کار می‌کنند، آسان‌تر ساخته می‌شوند.